# Землею створене (роман)
«Землею створене» (англ. «Earthworks») — британський науково-фантастичний роман-антиутопія 1965 року письменника-фантаста Браяна Вілсона Олдіса.

## Сюжет
Дія роману розгортається у світі екологічної катастрофи та крайньої соціально-економічної нерівності. За межами переповнених міст, контрольованих поліційною державою, клас багатих і впливових «Фермерів» експлуатує сільських ув'язнених і полює на підривних «Мандрівників», які вирвалися з-під соціального контролю.

## Переклади
Роман «Землею створене» Олдіса був перекладений декількома мовами: нідерландською (Дольф Веррон, 1969), німецькою (Евелін Лінке, 1970), французькою (Францо Мілле, 1979) та португальською (1996) мовами.

## Лендарт
У 1967 році художник Роберт Смітсон взяв копію роману «Землею створене» з собою в подорож до річки Пассейк в Нью-Джерсі (де він створив The Monuments of Passaic, 1967). Він повторно використав цю назву для опису деяких своїх робіт, заснованих на природних матеріалах, таких як земля і каміння, і наповнених його ідеями про ентропію та екологічну катастрофу.